# Territorialkommando Süd
Das Territorialkommando Süd (TerrKdo Süd) war eines der Territorialkommandos im Territorialheer der Bundeswehr. Sitz des Stabes war Mannheim.
Aufgabe dieser 1969 aufgestellten und 1994 aufgelösten höheren Kommandobehörde war die Organisation der territorialen Verteidigung in den Wehrbereichen IV, V und VI.

## Aufgaben
Aufgabe dieser höheren Kommandobehörde war die Organisation der territorialen Verteidigung in Süddeutschland, konkret in den Wehrbereichen IV, V und VI. Diese drei Wehrbereiche umfassten die Länder Hessen, Rheinland-Pfalz, Saarland, Baden-Württemberg und Bayern.
Das Territorialkommando war nationaler Befehlshaber gegenüber der Central Army Group (CENTAG). Dazu war das Kommando an der Koordinierung von militärischen Vorhaben im Bereich der Territorialen Verteidigung mit den Streitkräften der Vereinigten Staaten, Frankreichs und Kanadas beteiligt.
Dazu führte das Territorialkommando die unterstellten Truppenteile in den Wehrbereichen IV, V, VI und weitere unmittelbar unterstellte Truppenteile wie Versorgungs-, Fernmelde-, Pionier- und Sanitätskommandos.
Ein weiterer Schwerpunkt war die Versorgung anderer Truppenteile der Bundeswehr, insbesondere des II. und III. Korps des Feldheeres. Falls vereinbart unterstützte das Territorialkommando Süd auch die verbündeten Streitkräfte im Bereich der unterstellten Wehrbereiche. Dazu zählte beispielsweise die Versorgung mit Sanitätsmaterial (vgl. Sanitätsmateriallager) und Kraftstoff aus dem militärischen Rohrleitungssystem.

## Geschichte

### Vorgeschichte
Das spätere Territorialkommando Süd hatte seine Wurzeln unter anderem im Verbindungsstab der Bundeswehr zum Oberkommando der US Army in Europa (USAREUR) in Mannheim. Der Verbindungsstab wurde zum 14. September 1956 aufgestellt. Am 11. Oktober 1956 verlegte dieser Stab nach Heidelberg. Zum 1. April 1959 wurde mit der Aufstellung des Stabes des „Deutschen Logistischen Bevollmächtigten Mitte“ begonnen. Sein Bereich umfasste den Bereich der Central Army Group (CENTAG). Diese Dienststellung wurde am 1. August 1959 in „Deutscher Bevollmächtigter Mitte“ umbenannt. Der Deutsche Bevollmächtigte Mitte und sein Stab unterstanden dem Kommando Territoriale Verteidigung.

### Aufstellung
Das Territorialkommando Süd wurde am 1. Juli 1969 in Mannheim aufgestellt. Es übernahm die Aufgaben des zeitgleich außer Dienst gestellten Kommando Territoriale Verteidigung in den Wehrbereichen IV, V und VI. Für die anderen Wehrbereiche wurden zeitgleich die Territorialkommandos Nord und Schleswig-Holstein neu aufgestellt. Zur Aufstellung wurde daneben der Stab des Deutschen Bevollmächtigten Mitte im Bereich der Central Army Group (CENTAG) in das Territorialkommando Süd eingegliedert.
Das Territorialkommando Süd wurde truppendienstlich dem Inspekteur des Heeres bzw. dem Führungsstab des Heeres unterstellt.
Die Sollstärke im Verteidigungsfall betrug rund 309.000 Mann. Davon waren rund 250.000 mob-eingeplante Reservisten. Rund 30 % des Personals gehörte zu den Führungstruppen, weitere 30 % zu den Kampf- und Kampfunterstützungstruppen (mit denen Raum- und Objektschutz sichergestellt, durchgebrochener Feind aufgefangen und die österreichische Flanke geschützt werden sollten), 5 % gehörten zu den Logistiktruppen, 15 % zu der Sanitätstruppe und 20 % zu den Truppenteilen, die den Personalersatz für Feld- und das Territorialheer sicherstellten. Außerdem waren rund 50.000 zivile Kraftfahrzeuge für die Mobilmachung eingeplant.

### Auflösung
Das Territorialkommando Süd wurde am 30. September 1994 außer Dienst gestellt. Pläne zur Fusion mit einem Korps wurden für das Territorialkommando Süd nicht umgesetzt.
In der Heeresstruktur V wurden die fortbestehenden Truppenteile von Feld- und Territorialheer in der Friedensgliederung zusammengefasst. Die territorialen Aufgaben des Territorialkommandos Nord wurden den fusionierten Wehrbereichskommando IV / 5. Panzerdivision, Wehrbereichskommando V / 10. Panzerdivision sowie dem Wehrbereichskommando VI / 1. Gebirgsdivision übertragen. Diese waren dem neu aufgestellten Heeresführungskommando unterstellt.

## Gliederung

### Heeresstruktur III
Dem Territorialkommando Süd waren 1971 neben den Wehrbereichskommandos IV, V und VI folgende Truppenteile direkt unterstellt:
- Versorgungskommando 850 (Limburg) mit Transport-, Instandsetzungstruppen sowie Depots
- Versorgungskommando 860 (Germersheim)
- Sanitätskommando 940 (Mannheim) mit Sanitätsbataillonen und Lazarettzügen
- Fernmelderegiment 85 (Mannheim)
- schweres Pionierregiment 706 (Mainz), nur für den Einsatz

Das Territorialkommando Süd untergliederte sich Ende der 70er Jahre in:
- Stabskompanie
- PSV-Bataillon 850
- Fernmelderegiment 85 mit mehreren Fernmeldeverbindungs- und Fernmeldebetriebsbataillonen
- Feldjägerbataillon (Mobaufstellung)
- schweres Pionierregiment 85 (Mainz)
  - mehrere schwere Pionierbataillone
  - zwei Flusspionierkompanien 881 und 882
- schweres Pionierregiment (Mobaufstellung)
- Pipeline-Pionierbataillon 890 (Zweibrücken)
- Versorgungskommando 850 Süd (Bergzabern) mit mehreren Transport- und Instandsetzungsbataillonen
- Versorgungskommando 860 Mitte (Germersheim) mit mehreren Transport- und Instandsetzungsbataillonen
- Sanitätskommando 850

### Heeresstruktur IV
Nach Einnahme der Heeresstruktur IV unterstanden dem Territorialkommando im Wesentlichen:
- Fernmeldekommando 850 (Mannheim)
- Pionierkommando 850 (Mannheim)
- Sanitätskommando 850 (Mannheim)
- Versorgungskommando 850 (Limburg)
- Versorgungskommando 860 (Germersheim)
  - Geräte-, Munitions- und Sanitätsdepots
  - Heeresinstandsetzungswerke
- Wehrbereichskommando IV (Mainz)
  - Heimatschutzbrigade 54 (Trier, später Zweibrücken)
  - Heimatschutzbrigade 64 (Nünschweiler, später Gau Algesheim)
  - Verteidigungsbezirkskommando 41 (Koblenz)
  - Verteidigungsbezirkskommando 42 (Trier)
  - Verteidigungsbezirkskommando 43 (Darmstadt)
  - Verteidigungsbezirkskommando 44 (Kassel)
  - Verteidigungsbezirkskommando 45 (Neustadt)
  - Verteidigungsbezirkskommando 46 (Saarbrücken)
  - Verteidigungsbezirkskommando 47 (Gießen)
- Wehrbereichskommando V (Stuttgart)
  - Heimatschutzbrigade 55 (Böblingen)
  - Heimatschutzbrigade 65 (Stuttgart)
  - Verteidigungsbezirkskommando 51 (Stuttgart) mit den VKK 511 (Stuttgart), 512 (Schwäbisch Gmünd) und 513 (Heilbronn)
  - Verteidigungsbezirkskommando 52 (Karlsruhe) mit den VKK 521 (Karlsruhe), 522 (Mannheim) und 523 (Pforzheim)
  - Verteidigungsbezirkskommando 53 (Freiburg im Breisgau) mit den VKK 531, 532 (Immendingen) und 533 (Freiburg)
  - Verteidigungsbezirkskommando 54 (Tübingen) mit den VKK 541 (Reutlingen), 543 (Ulm) und 543 (Weingarten)
- Wehrbereichskommando VI (München)
  - Heimatschutzbrigade 56 (Neuburg an der Donau)
  - Heimatschutzbrigade 66 (Neuburg/Donauwörth, später Bruck i. d. Oberpfalz)
  - Verteidigungsbezirkskommando 61 (Augsburg)
  - Verteidigungsbezirkskommando 62 (Regensburg)
  - Verteidigungsbezirkskommando 63 (Ansbach)
  - Verteidigungsbezirkskommando 64 (Würzburg)
  - Verteidigungsbezirkskommando 65 (München)
  - Verteidigungsbezirkskommando 66 (Landshut)
  - Verteidigungsbezirkskommando 67 (Bayreuth)

## Verbandsabzeichen

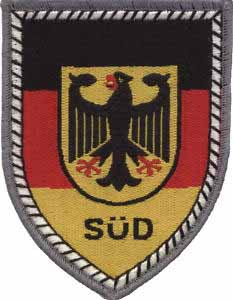
Gewebtes Verbandsabzeichen des Territorialkommandos

Das Territorialkommando führte ein Verbandsabzeichen mit folgender Blasonierung:
„Von einer silbernen Kordel mit eingeflochtenem schwarzen Faden gefasst, geteilt zu Schwarz, Rot, Gold in goldenem Mittelschild ein einköpfiger schwarzer Adler, den Kopf nach rechts gewendet, die Flügel offen, aber mit geschlossenem Gefieder, Schnabel, Zunge und Fänge von roter Farbe (Bundesadler); der Mittelschild unten begleitet von Wort SÜD in schwarzen lateinischen Großbuchstaben.“
Die Schildteilung entsprach der Flagge Deutschlands. Die Motive des Verbandsabzeichens ähnelten im Übrigen dem Wappen Deutschlands. Der Bundesadler war das deutsche Wappentier. Er wurde ähnlich auf den Truppenfahnen abgebildet. Die enge Anlehnung an das Wappen und die Flagge Deutschlands verdeutlichte, dass das Territorialheer und seine Territorialkommandos auch im Verteidigungsfall unter Kommandogewalt des nationalen Befehlshabers blieben und nicht der NATO assigniert waren.
Die Verbandsabzeichen der Kommandobehörden im Territorialheer waren sich besonders ähnlich. Insbesondere unterschieden sich die Verbandsabzeichen der Territorialkommandos und der Wehrbereichskommandos nur durch die Beschriftung. Auch die Verbandsabzeichen des Bundesministeriums der Verteidigung und des Führungsstabes des Heeres waren bis auf den Bord fast identisch. Der bei den Territorialkommandos silber/schwarz geflochtene Rand symbolisierte die Stellung unterhalb des Bundesministeriums der Verteidigung, das entsprechend eine „höherwertige“ goldene Kordel aufwies.

## Befehlshaber
Befehlshaber des Territorialkommandos waren:
| Nr. | Name                                        | Beginn der Berufung | Ende der Berufung  |
| --- | ------------------------------------------- | ------------------- | ------------------ |
| 12  | Generalmajor Berthold Graf von Stauffenberg | 1. April 1994       | 30. September 1994 |
| 11  | Generalmajor Wilhelm Jacoby                 | 1. Oktober 1990     | 31. März 1994      |
| 10  | Generalmajor Gerhard Brugmann               | 1. April 1985       | 30. September 1990 |
| 9   | Generalmajor Gerd-Helmut Komossa            | 1. April 1983       | 31. März 1985      |
| 8   | Generalmajor Gottfried Greiner              | 1. April 1980       | 31. März 1983      |
| 7   | Generalmajor Hans-Otto Göricke              | Januar 1977         | 31. März 1980      |
| 6   | Generalmajor Rudolf Reichenberger           | 1. Oktober 1975     | 22. Dezember 1976  |
| 5   | Generalmajor Hans-Jürg von Kalckreuth       | 1. April 1972       | 30. September 1975 |
| 4   | Generalmajor Werner Drews                   | 6. Juli 1969        | 31. März 1972      |

Vorläufer Deutsche Bevollmächtigter Mitte:
| Nr. | Name                                       | Beginn der Berufung | Ende der Berufung  |
| --- | ------------------------------------------ | ------------------- | ------------------ |
| 3   | Brigadegeneral Wilhelm Fahlbusch           | 1. Oktober 1967     | 30. Juni 1969      |
| 2   | Brigadegeneral Kurt Gieser                 | 1. Oktober 1965     | 30. September 1967 |
| 1   | Brigadegeneral Raban Freiherr von Canstein | 1959                | 30. September 1965 |